# Distrito electoral federal 2 de Tabasco
El Distrito Electoral Federal 2 de Tabasco es uno de los 300 distritos electorales uninominales en los que se encuentra dividido el territorio de México, que a su vez conforman 5 circunscripciones plurinominales; y uno de los 6 distritos electorales federales en los que se divide el estado de Tabasco.
A través de cada distrito electoral uninominal se elige, cada 3 años, una diputada o un diputado por el principio de Mayoría Relativa para integrar la Cámara de Diputados, que junto con el Senado forman el Congreso de la Unión.

## Distritación actual
El Distrito Electoral 2 de Tabasco se localiza en la zona occidente del estado, en la llamada subregión de la Chontalpa y está integrado por los municipios de Cárdenas y Huimanguillo. Su cabecera es la ciudad de Heroica Cárdenas, Tabasco.

## Distritaciones anteriores

### Distritación desde 1978
Desde 1978 hasta 1996, el Distrito Electoral Federal 2 de Tabasco tenía su cabecera en la ciudad de Frontera, en el municipio de Centla Tabasco. El distrito comprendía los municipios de Balancán, Centla, Emiliano Zapata, Jalpa de Méndez, Jonuta, Nacajuca y Tenosique.

### Distritación desde 1996
Desde 1996, el Distrito Electoral Federal 2 de Tabasco comprende los municipios de Cárdenas y Huimanguillo; y su cabecera se ubica en la ciudad de Heroica Cárdenas.

### Diputados por el distrito
| Diputado                                    | Partido por el que fue electo (a)                                                                               | Grupo Parlamentario                  | Legislatura         | Periodo                                        | Cabecera Distrital |
| ------------------------------------------- | --- | ------------------------------------ | ------------------- | ---------------------------------------------- | ------------------ |
| J. Domingo Ramírez Garrido                  | |                                      | XXIX Legislatura    | 1 de septiembre de 1920 - 31 de agosto de 1922 | Villahermosa       |
| Alonso Casanova C.                          | |                                      | XXX Legislatura     | 1 de septiembre de 1922 - 31 de agosto de 1924 | Villahermosa       |
| Carlos Puig y Casauranc                     | |                                      | XXXI Legislatura    | 1 de septiembre de 1924 - 31 de agosto de 1926 | Villahermosa       |
| Alcides Caparroso                           | |                                      | XXXII Legislatura   | 1 de septiembre de 1926 - 31 de agosto de 1928 | Villahermosa       |
| Manuel Garrido Lacroix                      | |                                      | XXXIII Legislatura  | 1 de septiembre de 1928 - 31 de agosto de 1930 | Villahermosa       |
| César A. Rojas                              | |                                      | XXXIV Legislatura   | 1 de septiembre de 1930 - 31 de agosto de 1932 | Villahermosa       |
| Manuel Lastra Ortíz                         | |                                      | XXXV Legislatura    | 1 de septiembre de 1932 - 31 de agosto de 1934 | Villahermosa       |
| Alcides Caparroso                           | |                                      | XXXVI Legislatura   | 1 de septiembre de 1934 - 31 de agosto de 1937 | Villahermosa       |
| Carlos Domínguez López                      | |                                      | XXXVII Legislatura  | 1 de septiembre de 1937 - 31 de agosto de 1940 | Villahermosa       |
| Ulises González Blengio                     | |                                      | XXXVIII Legislatura | 1 de septiembre de 1940 - 31 de agosto de 1943 | Villahermosa       |
| Ernesto E. Trujillo García                  | |                                      | XXXIX Legislatura   | 1 de septiembre de 1943 - 31 de agosto de 1946 | Villahermosa       |
| Manuel Flores Castro Jr.                    | Partido Revolucionario Institucional                                                                            | Partido Revolucionario Institucional | XL Legislatura      | 1 de septiembre de 1946 - 31 de agosto de 1949 | Villahermosa       |
| Mario S. Colorado Iris                      | Partido Revolucionario Institucional                                                                            | Partido Revolucionario Institucional | XLI Legislatura     | 1 de septiembre de 1949 - 31 de agosto de 1952 | Villahermosa       |
| Federico Jiménez Paoli                      | Partido Revolucionario Institucional                                                                            | Partido Revolucionario Institucional | XLII Legislatura    | 1 de septiembre de 1952 - 31 de agosto de 1955 | Villahermosa       |
| José Agapito Domínguez Cabrera              | Partido Revolucionario Institucional                                                                            | Partido Revolucionario Institucional | XLIII Legislatura   | 1 de septiembre de 1955 - 31 de agosto de 1958 | Villahermosa       |
| Hilario García Canul                        | Partido Revolucionario Institucional                                                                            | Partido Revolucionario Institucional | XLIV Legislatura    | 1 de septiembre de 1958 - 31 de agosto de 1961 | Villahermosa       |
| Voltaire Merino Pintado                     | Partido Revolucionario Institucional                                                                            | Partido Revolucionario Institucional | XLV Legislatura     | 1 de septiembre de 1961 - 31 de agosto de 1964 | Villahermosa       |
| Rosendo Taracena Alpuín                     | Partido Revolucionario Institucional                                                                            | Partido Revolucionario Institucional | XLVI Legislatura    | 1 de septiembre de 1964 - 31 de agosto de 1967 | Villahermosa       |
| Agapito Domínguez Canabal                   | Partido Revolucionario Institucional                                                                            | Partido Revolucionario Institucional | XLVII Legislatura   | 1 de septiembre de 1967 - 31 de agosto de 1970 | Villahermosa       |
| Rubén Darío Vidal Ramos                     | Partido Revolucionario Institucional                                                                            | Partido Revolucionario Institucional | XLVIII Legislatura  | 1 de septiembre de 1970 - 31 de agosto de 1973 | Villahermosa       |
| Humberto Hernández Haddad                   | Partido Revolucionario Institucional                                                                            | Partido Revolucionario Institucional | XLIX Legislatura    | 1 de septiembre de 1973 - 31 de agosto de 1976 | Villahermosa       |
| Roberto Madrazo Pintado                     | Partido Revolucionario Institucional                                                                            | Partido Revolucionario Institucional | L Legislatura       | 1 de septiembre de 1976 - 31 de agosto de 1979 | Villahermosa       |
| Ángel Mario Martínez Zentella               | Partido Revolucionario Institucional                                                                            | Partido Revolucionario Institucional | LI Legislatura      | 1 de septiembre de 1979 - 31 de agosto de 1982 | Villahermosa       |
| Óscar Cantón Zetina                         | Partido Revolucionario Institucional                                                                            | Partido Revolucionario Institucional | LII Legislatura     | 1 de septiembre de 1982 - 31 de agosto de 1985 | Villahermosa       |
| Manuel Urrutia Castro                       | Partido Revolucionario Institucional                                                                            | Partido Revolucionario Institucional | LIII Legislatura    | 1 de septiembre de 1985 - 31 de agosto de 1988 | Centla             |
| Darvin González Ballina                     | Partido Revolucionario Institucional                                                                            | Partido Revolucionario Institucional | LIV Legislatura     | 1 de septiembre de 1988 - 31 de agosto de 1991 | Centla             |
| Héctor Arguello López                       | Partido Revolucionario Institucional                                                                            | Partido Revolucionario Institucional | LV Legislatura      | 1 de septiembre de 1991 - 31 de agosto de 1994 | Centla             |
| José de la Cruz Martínez López              | Partido Revolucionario Institucional                                                                            | Partido Revolucionario Institucional | LVI Legislatura     | 1 de septiembre de 1994 - 31 de agosto de 1997 | Centla             |
| Abenamar de la Fuente Lazo                  | Partido Revolucionario Institucional                                                                            | Partido Revolucionario Institucional | LVII Legislatura    | 1 de septiembre de 1997 - 31 de agosto de 2000 | Heroica Cárdenas   |
| Enrique Priego Oropeza Neftalí Jiménez Olán | Partido Revolucionario Institucional                                                                            | Partido Revolucionario Institucional | LVIII Legislatura   | 1 de septiembre de 2000 - 31 de agosto de 2003 | Heroica Cárdenas   |
| Luis Felipe Madrigal Hernández              | Partido Revolucionario Institucional                                                                            | Partido Revolucionario Institucional | LIX Legislatura     | 1 de septiembre de 2003 - 31 de agosto de 2006 | Heroica Cárdenas   |
| Francisco Sánchez Ramos                     | Coalición por el Bien de Todos Partido de la Revolución Democrática Partido del Trabajo Movimiento Ciudadano    | Partido de la Revolución Democrática | LX Legislatura      | 1 de septiembre de 2006 - 31 de agosto de 2009 | Heroica Cárdenas   |
| María Estela de la Fuente Dagdug            | Partido Revolucionario Institucional                                                                            | Partido Revolucionario Institucional | LXI Legislatura     | 1 de septiembre de 2009 - 31 de agosto de 2012 | Heroica Cárdenas   |
| Tomás Brito Lara                            | Coalición Movimiento Progresista Partido de la Revolución Democrática Partido del Trabajo Movimiento Ciudadano  | Partido de la Revolución Democrática | LXII Legislatura    | 1 de septiembre de 2012 - 31 de agosto de 2015 | Heroica Cárdenas   |
| Óscar Ferrer Ávalos                         | Coalición de Izquierda Progresista Partido de la Revolución Democrática Partido del Trabajo                     | Partido de la Revolución Democrática | LXIII Legislatura   | 1 de septiembre de 2015 - 31 de agosto de 2018 | Heroica Cárdenas   |
| Teresa Burelo Cortazar                      | Coalición Juntos Haremos Historia Movimiento Regeneración Nacional Partido del Trabajo Partido Encuentro Social | Movimiento Regeneración Nacional     | LXIV Legislatura    | 1 de septiembre de 2018 - 31 de agosto de 2021 | Heroica Cárdenas   |
| Karla María Rabelo Estrada                  | Movimiento Regeneración Nacional                                                                                | Movimiento Regeneración Nacional     | LXV Legislatura     | 1 de septiembre de 2021 - 31 de agosto de 2024 | Heroica Cárdenas   |

## Resultado Electorales

### Elecciones federales de 2021
|  | 3.71 % |

|  | 2.07 % |

|  | 1.28 % |

|  | 57.58 % |

|  | 1.64 % |

|  | 1.67 % |

|  | 0.81 % |

|  | 28.43 % |

|  | 0.02 % |

|  | 2.84 % |

|  | 100.0 % |

### Elecciones federales de 2018
|  | 9.10 % |

|  | 2.27 % |

|  | 0.67 % |

|  | 19.92 % |

|  | 63.55 % |

|  | 0.63 % |

|  | 0.009 % |

|  | 3.10 % |

|  | 100.0 % |

### Elecciones federales de 2015
|  | 1.42 % |

|  | 32.51 % |

|  | 46.80 % |

|  | 7.79 % |

|  | 1.60 % |

|  | 1.38 % |

|  | 4.08 % |

|  | 0.62 % |

|  | 0.89 % |

|  | 0.02 % |

|  | 2.83 % |

|  | 100.0 % |

### Elecciones federales de 2012
|  | 2.98 % |

|  | 41.20 % |

|  | 51.35 % |

|  | 1.10 % |

|  | 0.01 % |

|  | 3.35 % |

|  | 100.0 % |

### Elecciones federales de 2009
|  | 6.53 % |

|  | 44.26 % |

|  | 38.69 % |

|  | 2.84 % |

|  | 1.72 % |

|  | 0.92 % |

|  | 1.88 % |

|  | 0.02 % |

|  | 3.11 % |

|  | 100.0 % |

### Elecciones federales de 2006
|  | 3.80 % |

|  | 38.04 % |

|  | 54.17 % |

|  | 1.32 % |

|  | 0.53 % |

|  | 0.18 % |

|  | 1.94 % |

|  | 100.0 % |

### Elecciones federales de 2003
|  | 6.92 % |

|  | 46.84 % |

|  | 38.01 % |

|  | 1.12 % |

|  | 3.03 % |

|  | 0.99 % |

|  | 0.13 % |

|  | 0.16 % |

|  | 0.14 % |

|  | 0.09 % |

|  | 0.07 % |

|  | 0.01 % |

|  | 2.43 % |

|  | 100.0 % |